# Ortlesbrunn
Ortlesbrunn ist ein Gemeindeteil der Oberpfälzer Stadt Auerbach in der Oberpfalz im Landkreis Amberg-Sulzbach in Bayern. Der Weiler liegt etwa vier Kilometer nördlich der Stadt.

## Geschichte
Der Ort war ein Stiftungsgut des Klosters Michelfeld, das in der Stiftungsurkunde von 1119 als „Artolfesprunnen“ aufgeführt ist. Der Ortsname geht vermutlich auf einen Artolf (Ortolf) zurück, der dort an den Quellen des Ortlesbaches siedelte. Der Name des Ortes wechselte im Laufe der Zeit: „Ortolfprunn“ (1300), „Orlahsbrunn“ (1439) und „Ortolsbrunn“ (1500). 
Die Ortlesbrunner besuchten wohl der Nähe halber die Kirche in Gunzendorf, obwohl sich ihre Mutterkirche in Michelfeld befand. Mit der Gerichtsbarkeit gehörte der Ort zum Landgericht Auerbach, das Kloster Michelfeld hatte immer die Vogteirechte ausgeübt. Im Dreißigjährigen Krieg bestanden nach einer Schadensliste des Amtes Auerbach von 1648 von den ursprünglich elf Höfen nur mehr vier Anwesen. Seit 1721 hat Ortlesbrunn wieder sieben Höfe und das gemeindeeigene Hirtenhaus; die Besitzergeschichte dieser Höfe kann bis in die Gegenwart nachvollzogen werden.
Zwischen 1950 und 1961 gehörte Ortlesbrunn zur Gemeinde Ranzenthal, danach zur Gemeinde Gunzendorf. Mit der Gemeindegebietsreform wurde Gunzendorf zum 1. Mai 1978 in die Stadt Auerbach eingegliedert.

## Sehenswürdigkeiten
Im Ort befindet sich die denkmalgeschützte Marienkapelle von Ortlesbrunn (Denkmalschutznummer D-3-71-113-103), die auf die Zeit um 1900 zurückgeht. Da die Kapelle zu klein erschien, wurde 1983 ein Kapellenbauverein gegründet, der an der gleichen Stelle eine größere Kapelle errichtete. Diese wurde am 9. Oktober 1983 von dem aus Pegnitz stammenden Kaplan Hans Roppelt, der damals die Pfarrei Gunzendorf mitbetreute, eingeweiht. Die Kapelle ist ein verputzter Massivbau mit einem Satteldach und einem Dachreiter. Der renovierte Muttergottesaltar stammt aus der alten Kapelle. Die Glocke im Dachreiter stiftete der Land- und Gastwirt Michael Haberberger; sie läutet zu den Gottesdiensten und wird auch als Totenglocke verwendet.
→ Liste der Baudenkmäler in Ortlesbrunn
Der vom Skiclub Auerbach betriebene Skilift von Ortlesbrunn an der Nordseite des Sauerberges ist für den Frankenjura eine Besonderheit.